# 馬提尼克旗幟
马提尼克旗帜是法国海外省马提尼克的官方旗帜。构造为Y型红绿黑三色旗，于2023年2月2日正式采用。

## 红绿黑旗

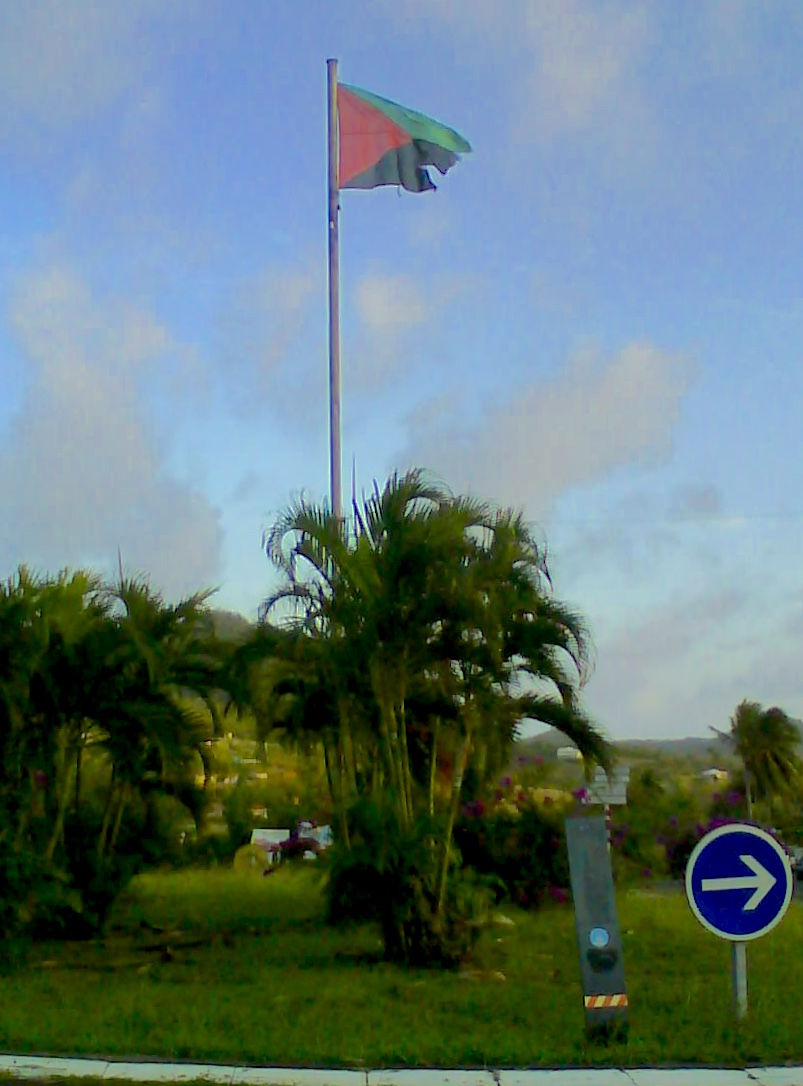
2008 年，一面受损的马提尼克民族主义旗帜

红绿黑旗（rouge-vert-noir），或称「民族主义旗帜」是马提尼克独立活动者偏爱的象征。它是由居伊‧卡博特‧马松和亚历克斯‧费迪南德于1968 年设计，并于1971年秘密转移到马提尼克岛。 
这面旗帜的颜色也出现在1920年设计的泛非颜色旗帜 上，含义为：
红色是人們为救赎和自由而必须流淌的鲜血的颜色;黑色是我们所属的高贵和杰出种族的颜色；绿色是我们祖国茂盛植被的颜色。
—全黑人教义问答 (1921)
與馬科斯·加維運動保持距離的亞歷克斯·費迪南德表示，馬提尼克島國旗上使用的顏色是紅色代表社會主義，黑色代表為黑人事業而奮鬥，綠色代表農民。
1995年，民族主义市长加尔辛·马尔萨在圣安娜镇升起了這面旗幟，引起了争议。在2023年的公众投票中，这面旗帜与其他许多使用了紅-綠-黑颜色的设计方案一起被列入备选方案，并进入了最后一轮投票，最终获得了第二名。 然而，由于获胜者在结果公布后退出，而该旗帜又是最后一轮投票的两个方案之一，因此议会于2023年2月2日审议通过了该旗帜， 并以 44 票赞成、1 票弃权获得通过。 
蘋果和三星裝置在2024年3月將蛇旗更新為红绿黑旗。

### 2023年島旗公投

1950年代民族主义旗帜，勝选亚军

2023年之前，马提尼克岛没有自己的官方旗幟。 2018年，当地议会举行了为该岛创作旗幟和頌歌的竞赛，但在获奖作品公布两年半后，国旗和国歌被当地行政法庭宣告无效，因为评选方法被認為不属于议会的职责范围。 2022年，该岛开始就官方旗幟和頌歌进行全民投票。  
第一轮投票要使选择范围缩小到两个选项，但投票率非常低，在约30万符合资格的人口中，只有19,084人投票選擇島旗，只有9,294人投票選擇国歌。  2023年1月16日公布的获勝者是具有蜂鸟图案的旗幟和頌歌「Ansanm」（在一起），分别获得了72.84%和53.76%的选票。  在第二轮投票中，投票率仍然相对较低，島旗投票总票数为26,633票，頌歌投票总票数为10,289票。 投票後获勝的旗幟中的蜂鸟设计被發現看起来与圖庫网站Shutterstock上的形状完全相同。   
设计者阿內絲·德尔沃勒最初為她對庫存圖片和設計的使用進行了辯護，但在1月23日宣布，她希望撤回她的设计。执行委员会主席接受了这一撤回，并解释说，亚军旗帜，即民族主义者使用的既定旗帜，将于2月2日至3日提交给大会审议。 亚军方案最终于2月2日以44票赞成、1 票弃权的结果获得通过。 

## 蛇旗

蛇旗

蛇旗（drapeau aux serpents）的特點是藍色背景上有一個白色十字架，每个角落都有一条馬提尼克毒蛇，这是该岛特有的蛇种。该标志源自1766年8月4日颁布的一道法令，该法令规定法国殖民地马提尼克岛和圣卢西亚的船只应悬挂法国船旗的一种版本——蓝底白十字，十字的每个角落都有一条L形蛇（代表圣露西亚 Sainte-Lucie）。馬提尼克盾徽也采用了相同的设计。 
直到20到21世紀初 ，它一直被用來代表該島和馬提尼克島的大多數運動隊（足球、手球、自行車等） ，並且還被展示在該島國家憲兵隊的徽章上。
從2015年到2024年 ，該標誌用於在Unicode表情符號列表中代表馬提尼克島 。

### 爭議
这面旗帜的使用因其含义、历史和象征意义而饱受争议:
- 一些人认为它是种族主义的象征，让人想起奴隶贸易，其中包括全国反奴隶制委员会和法国黑人协会代表理事会。2017 年，针对这面旗帜发起了多项请愿和行动[20]。议员让·菲利普·尼洛尔认为，「如果说代表纳粹主义的卐字符号指的是大屠杀，那么这面蓝色旗帜上的白色十字和4 条蛇则代表奴隶制和奴隶贸易」。[21]
- 然而，一些马提尼克人指出，从历史上看，这个标志从未用於鼓吹过奴隶制，甚至不是奴隶制的象征。[22]

2018年9月27日，法国总统埃马埃马纽埃尔-马克龙在访问马提尼克岛期间，承认自己对这一问题完全无知。2018年10月15日，马克龙总统宣布从宪兵制服上去除该标志。
21世纪之前，蛇旗在马提尼克岛基本上未被使用。它主要被游艇驾驶员误用为礼貌旗帜，并且无法在当地购买。 魁北克人有时使用该旗帜的表情符号来代替魁北克的旗帜，因为没有可用的魁北克旗帜表情符号。 

## 用于体育文化场合的旗帜

2019年5月10日，马提尼克议会另启用新的旗帜，并在当天于马提尼克体育学院内公开展示。该旗用于国际性的体育、文化场合，亦作为马提尼克体育代表队队旗。
该旗以米字分为八个三角形，中央为一个绘有海螺图案的周围以美洲原住民星星的白色大圆。根据官方的介绍，深蓝色代表环绕马提尼克的加勒比海和大西洋，绿色代表陡峭的山丘与茂盛的大自然，象征马提尼克的多样性；旗帜中央有一个名为Lambi的蓝色海螺；34个美洲原住民星星象征马提尼克的34个市镇，8个三角形代表马提尼克历史上使用的8种语言（法语、克里奥尔语、英语、西班牙语、葡萄牙语、意大利语、中文和阿拉伯语）。
此旗帜于2019年6月在参加2019年美洲金盃期间由国家队首次悬挂。

## 其它旗帜

马提尼克民族解放阵线旗帜
马提尼克在国际跆拳道会议上使用的旗帜